# Martin Krňávek
Martin Krňávek (Ostrov, 11 de abril de 1984) é um triatleta profissional checo. 

## Carreira

### Olimpíadas
Martin Krňávek disputou os Jogos de Sydney 2000, terminando em 13º lugar com o tempo de 1:49:38.01.  Em Atenas 2004, completando em 42º com o tempo de 2:02:54.59.